# Sven Ottke

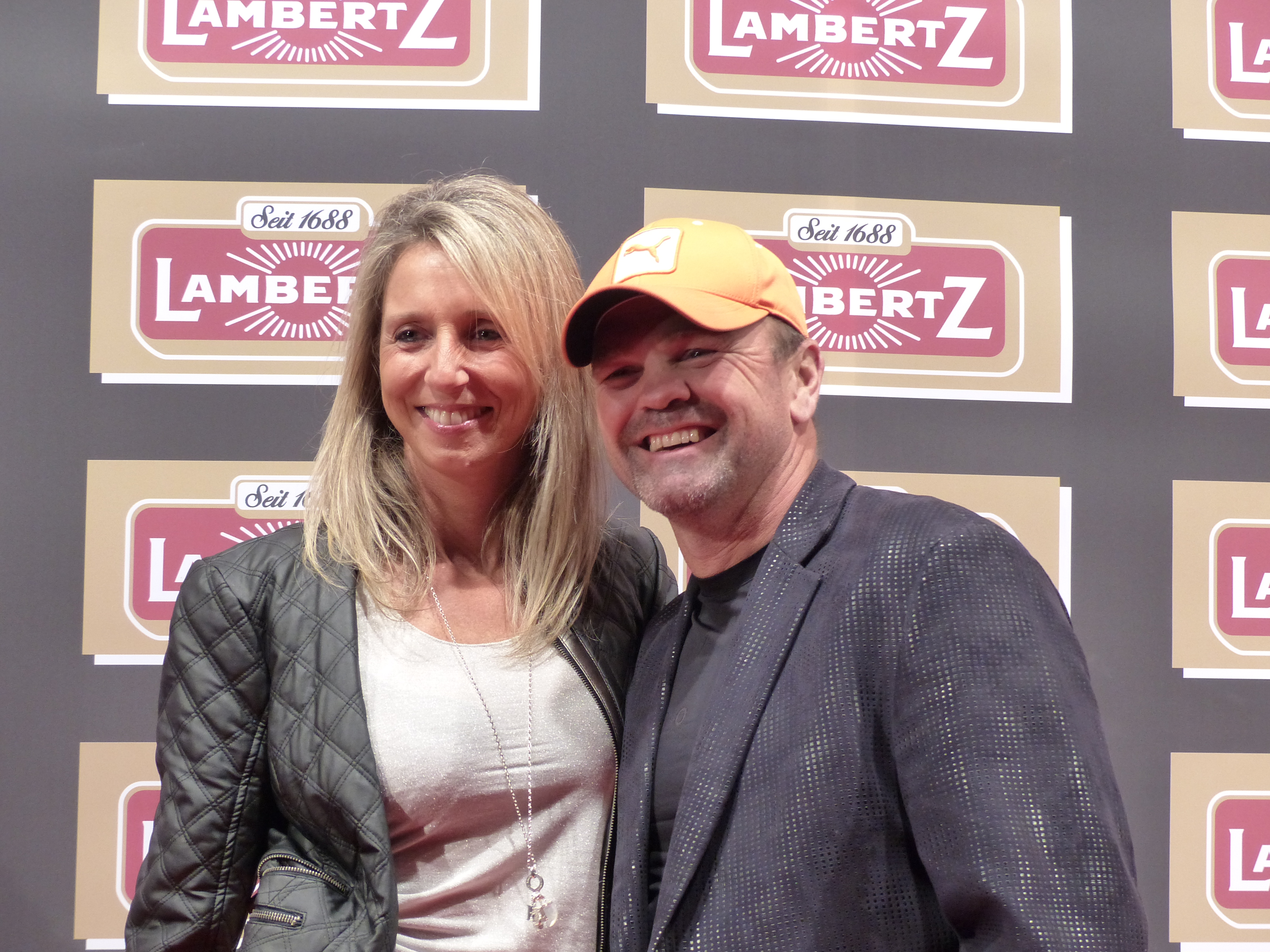

Sven Ottke, född 3 juni 1967 i Berlin, är en tysk boxare. Han blev 1998 världsmästare i supermellanvikt. Ottke avslutade sin karriär efter att ha besegrat svensken Armand Krajnc på poäng efter 12 ronder i Magdeburg 2004. Som amatörboxare vann Ottke två EM-guld, i Göteborg 1991 samt i den danska staden Vejle 1996. Ottke deltog dessutom i tre olympiska spel – Seoul 1988, Barcelona 1992 och Atlanta 1996 – men han lyckades aldrig erövra någon OS-medalj. 